# Tres Cerros (Chiapas)
Tres Cerros es una localidad del estado mexicano de Chiapas. Es parte del municipio de Tenejapa.

## Demografía
| Gráfica de evolución demográfica |
|                                  |

| Censo | Población |
| ----- | --------- |
| 1940  | 325       |
| 1950  | 225       |
| 1960  | 337       |
| 1970  | 291       |
| 1980  | 531       |
| 1990  | 684       |
| 2000  | 1 123     |
| 2010  | 1 228     |
| 2020  | 1 350     |